# Heliosperma
Heliosperma, auch „Strahlensamen“ genannt, bildet eine Pflanzengattung innerhalb der Familie der Nelkengewächse (Caryophyllaceae). Bis 2007 wurden Arten dieser Gattung zumeist noch zur Gattung der Leimkräuter (Silene) gestellt. Von den etwa 15 in Gebirgsregionen gedeihenden Arten sind die meisten Endemiten auf der Balkanhalbinsel, nur Heliosperma alpestre ist ein Endemit der Ostalpen, und Heliosperma pusillum gedeiht in den europäischen Gebirgen vom nördlichen Spanien bis zu den Karpaten.

## Beschreibung

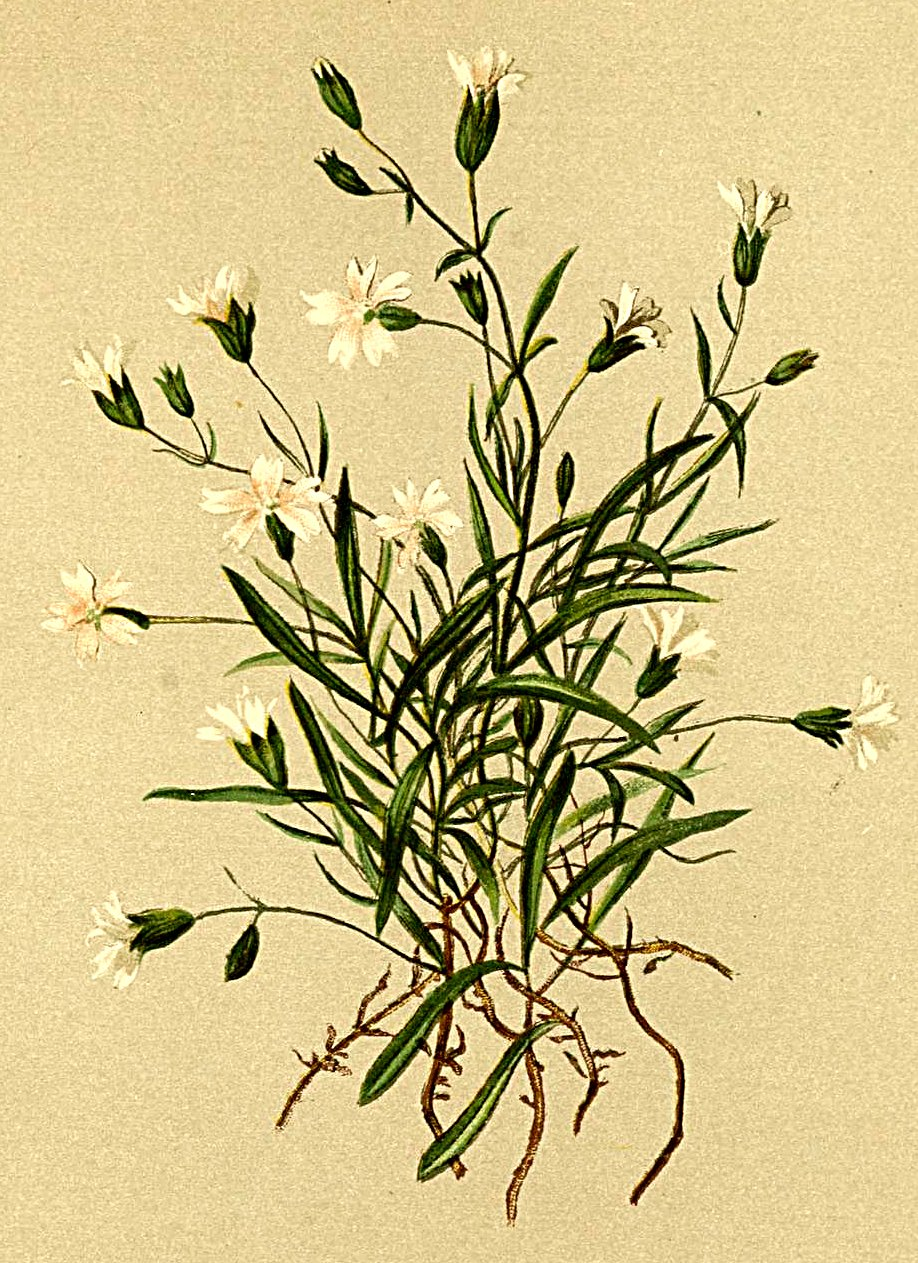
Illustration aus Atlas der Alpenflora des Alpen-Leimkraut (Heliosperma alpestre)

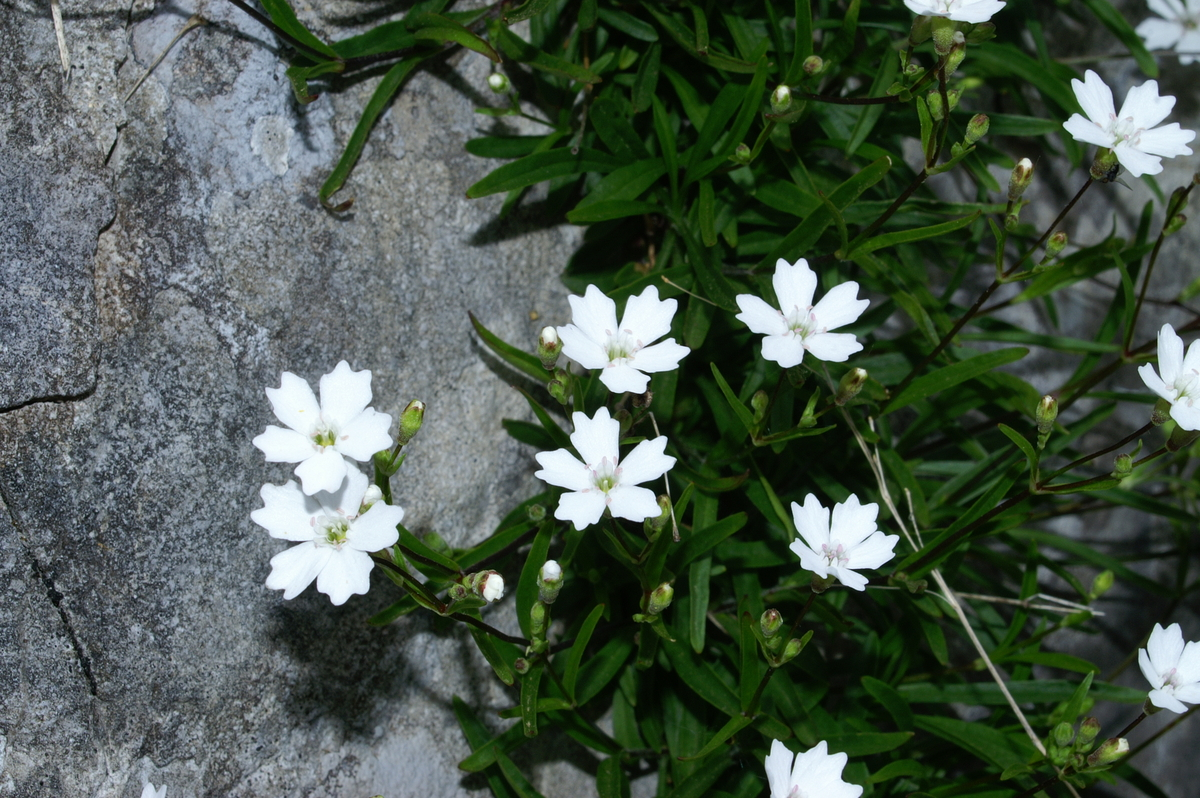
Alpen-Leimkraut (Heliosperma alpestre)

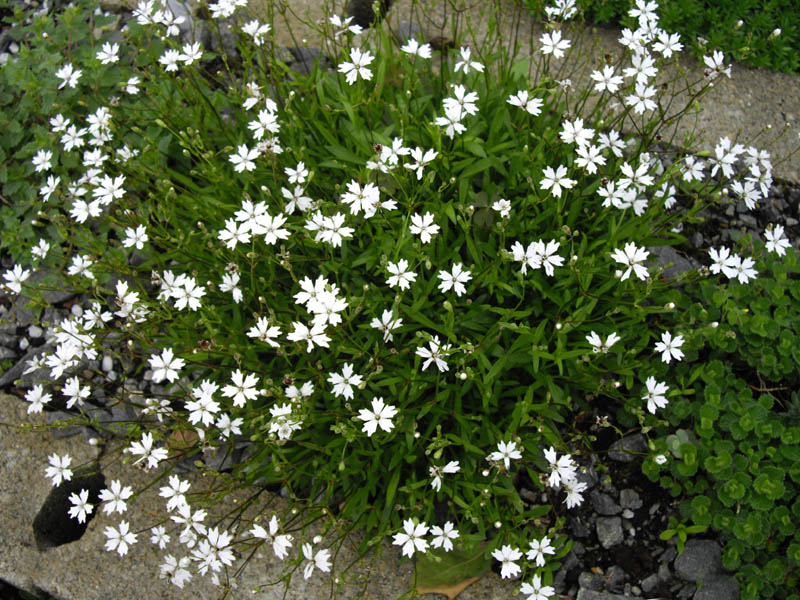
Alpen-Leimkraut (Heliosperma alpestre)

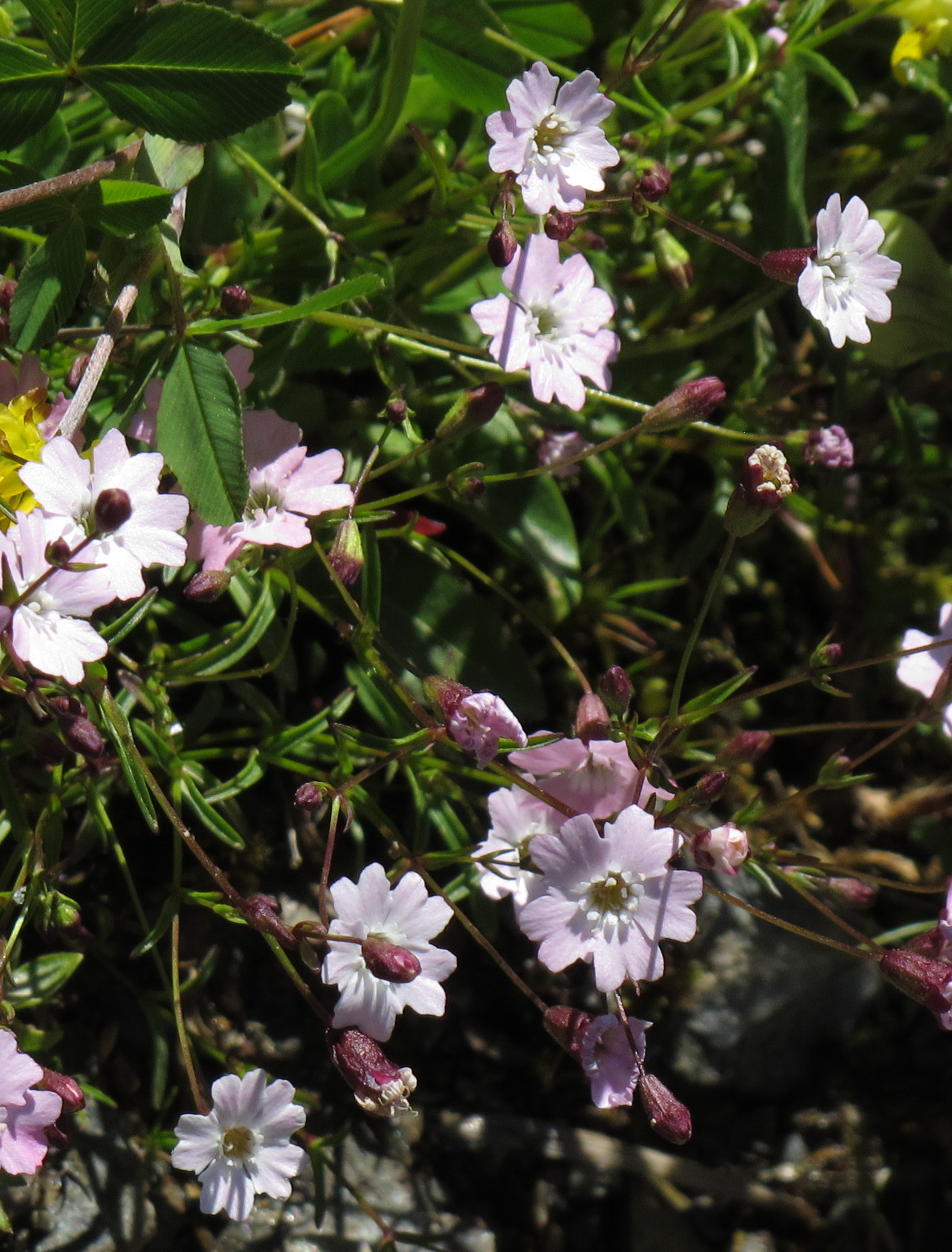
Heliosperma pudibundum

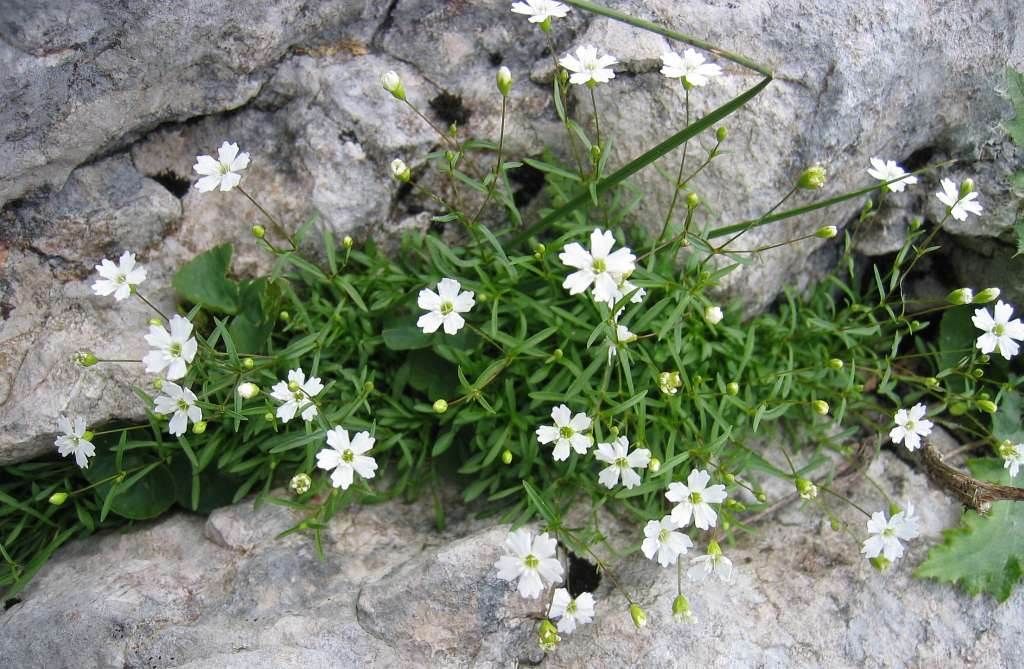
Kleiner Strahlensame (Heliosperma pusillum)

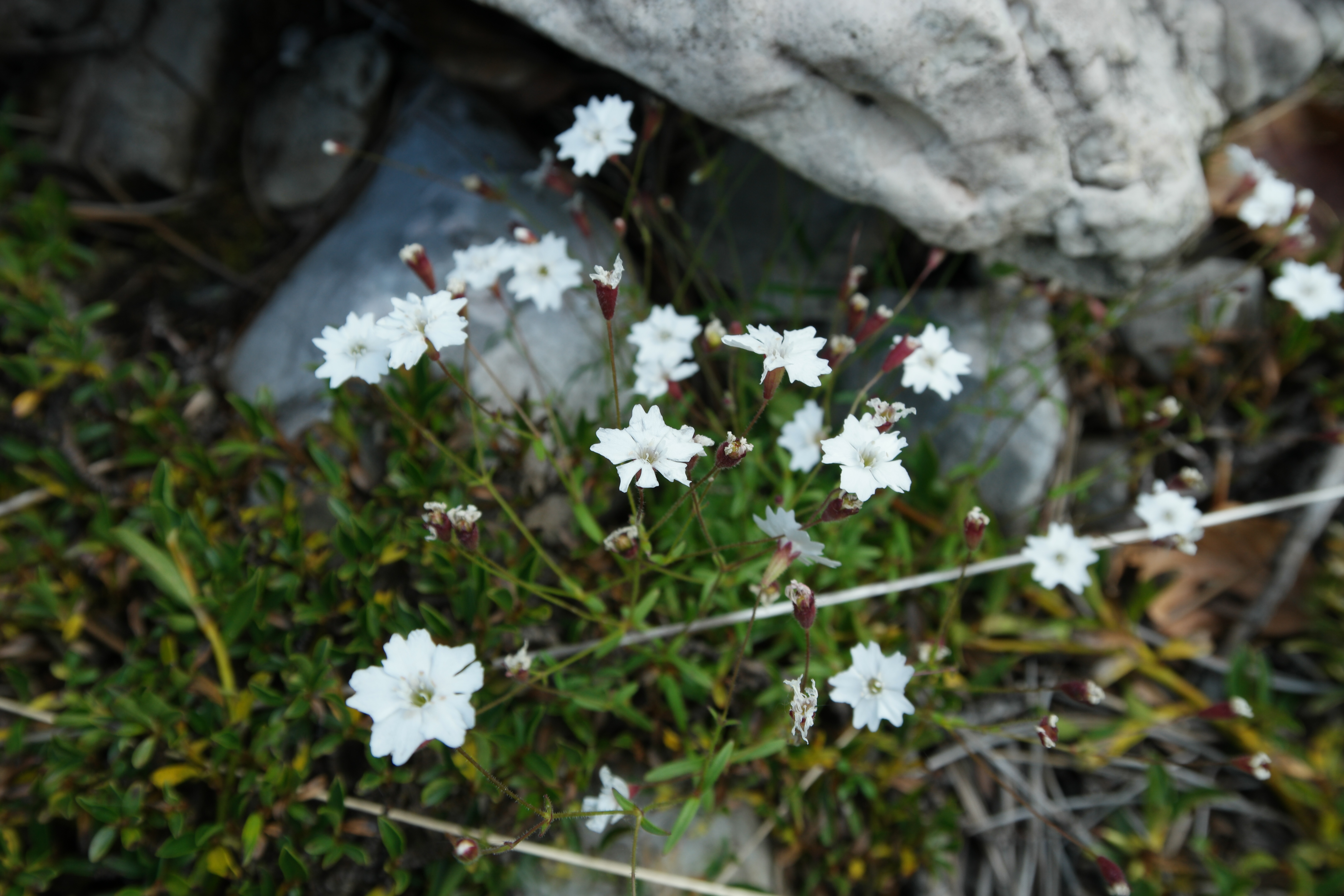
Heliosperma pusillum subsp. monachorum: Habitus am Naturstandort auf der Jastrebica im Orjen-Gebirge, Montenegro

### Vegetative Merkmale
Die Heliosperma-Arten wachsen als zierliche, ausdauernde, krautige Pflanzen. Der Stängel ist aufrecht oder liegend, häufig auch hängend. Die oberirdischen Pflanzenteile sind kahl oder behaart, oft drüsig behaart insbesondere im oberen Teil (Indument).
Die gegenständig angeordneten Laubblätter sind einfach, ganzrandig, mit undeutlich ausgebildeter netzartiger Nervatur. Die unteren Laubblätter sind spatelförmig. Die Blätter aus der Mitte der Blütenstängel sind linealisch, linealisch-lanzettlich, schmal-elliptisch oder verkehrt-eiförmig-lanzettlich; sie sind weich behaart und/oder drüsig behaart.

### Generative Merkmale
Die Blüten stehen in einem verkümmerten Dichasium zusammen.
Die meist zwittrigen Blüten sind radiärsymmetrisch und fünfzählig. Der Kelch ist glockig, am Grunde ohne Schuppen, abgeschnitten, mit zehn schwach netzförmigen Nerven, der Saum ist fünfzähnig. Die Blütenkrone ist tagsüber geöffnet. Die fünf freien, weißen, hell- bis intensiv rosafarbenen Kronblätter sind in Nagel und Platte gegliedert. Der Nagel ist linealisch. Die vier-sechszackige Platte ist an ihrem oberen Ende wenig bis tief eingeschnitten, nur selten ist der Rand gerade, eingebuchtet oder wenig tief eingeschnitten, häufig von der Seite unregelmäßig gezähnt oder eingeschnitten. Am Kronschlund ist ein Schuppenkrönchen vorhanden. Die zehn Staubblätter sind ihrer Basis mit den Kronblättern verwachsen. Die drei Griffel enden mit drüsigen Narben.
Der haltbare Kelch umschließt häufig noch die reife Kapselfrucht. Die dünnhäutigen Kapselfrüchte sind eiförmig, an ihrer Basis undeutlich dreifächerig und sie springt am oberen Ende mit sechs Zähnen auf. Die linsenförmigen, abgeflachten Samen sind am Rande mit vier Reihen trockendrüsiger Spreublättchen wie mit einem Strahlenkamm umgeben.
Die Chromosomenzahl beträgt 2n = 24.

## Standorte
Die Heliosperma-Arten besiedeln allgemein schattige, kühle und feuchte Gebirgsstandorte, zumeist in Nordlage. Von der Standortcharakteristik stellen sie Vertreter ausgeprägter Chasmophyten, die in ihrem natürlichen Lebensraum in Spalten von Kalksteinen, Absätzen von Schutthalden und insbesondere in schattigen, feuchten und kühlen Schluchtstandorten siedeln. Die Mehrzahl der Arten sind kalkhold, nur eine Art im Prokletije ist an Silikate gebunden. Die Heliosperma-Arten der Canyons (Heliosperma niolicii, Heliosperma chromodontum, Heliosperma retzdoffianum und Heliosperma intosum) stellen besondere ombrophobe (ombrophob = regenmeidend) Felsspaltenpflanzen. Reine Hochgebirgspflanzen sind Heliosperma macranthum und Heliosperma oliverae die auf das Prokletije-Gebirge beschränkt sind. Während Heliosperma macranthum basenreiche Kalksteine besiedelt, vikariiert Heliosperma oliverae im selben Gebiet auf Silikaten. Heliosperma macranthum gehört zu den Charakterarten der dinarischen Ordnung Amphoricarpetalia Lkšić. deren namensgebender Vertreter das Tertiärrelikt der Neumayer-Krugfrucht (Amphoricarpos neumayerianus) ist. Sie bildet hierin eine eigene Assoziation – Valeriano-Heliosperma macranthae. Der auch in den Alpen verbreitete Kleine Strahlensame ist subalpin und alpin in der Krummholzstufe mit Pinus mugo sowie in Schneetälchen mit Dryas octopetala verbreitet.

## Systematik und Verbreitung
Als Subtaxon der Gattung Silene wurde der Name Heliosperma schon 1832 durch Ludwig Reichenbach in Flora Germanica Excursoria, Seite 817 veröffentlicht. Den Rang einer Gattung Heliosperma hat sie durch Ludwig Reichenbach in Der Deutsche Botaniker Herbarienbuch, 1841, Seite 206 erhalten. Typusart ist Heliosperma quadrifidum Rchb. Der botanische Gattungsname Heliosperma setzt sich zusammen aus Helio für „Sonne“ und altgr. σπέρμα Sperma für „Samen“. Wie der deutsche Trivialname – Strahlensame – bezieht er sich auf die charakteristischen langen Papille um den längeren äußeren Rand der nierenförmigen Samen, die an Strahlen der Sonne erinnern. Der Gattungsnamen Heliosperma Rchb. wurde 2006 gegenüber dem Namen Ixoca Raf. konserviert. Die Arten waren bis 2007 in die Sektion Silene sect. Heliosperma Rchb. eingeordnet.
Die Arten der Gattung Heliosperma sind mit den Arten im Tribus Sileneae und der Gattung Leimkräuter (Silene s. str.) eng verwandt. Dabei ist die Gattung Heliosperrma genetisch monophyletischen Ursprungs. Sie bildet auch mit den Gattungen Viscaria Bernh. und Atocion Adans eine distinkte Klade. Morphologisch unterscheiden sie sich von Silene hauptsächlich durch das Vorhandenseins eines strahlenförmigen Kamms mit langen Papillen auf dem Rücken der nierenförmigen Samen sowie den Einbuchtungen oder gezähnten Segmenten der Kronblätter.
Die Gattung Heliosperma ist vom Kantabrischen Gebirge über die Alpen bis in die Karpaten verbreitet. Von Nord nach Süd erstrecken sich deren Standorte von der Tatra bis in den Peloponnes. Die meisten Arten haben jedoch nur kleine Areale und sind typischerweise auf einzelne Gebirgsgruppen der Balkanhalbinsel beschränkt. Verbreitungszentrum ist die Balkanhalbinsel mit acht endemischen Arten.
Seit 2007 enthält die Gattung Heliosperma etwa zehn, zwölf, oder mehr Arten und zahlreiche Unterarten. Für Heliosperma pusillum werden neben der Nominatform zwei bis elf Unterarten genannt, die bei einigen Autoren als eigene Arten gelten:
- Alpen-Leimkraut, Alpen-Strahlensame oder Großer Strahlensame (Heliosperma alpestre (Jacq.) Griseb., Syn.: Silene alpestris Jacq.): Es kommt als Endemit der Ostalpen in Österreich, Italien, Slowenien und Kroatien vor.[11]
- Heliosperma chromodontum Rohrb. (Syn.: Silene pusilla subsp. chromodonta (Boiss. & Reut.) Greuter, Heliosperma pusillum subsp. chromodontum (Boiss. & Reut.) Niketić & Stevan.): Sie kommt in Kroatien, Bulgarien, Albanien, Nordmazedonien und Griechenland vor.[11]
- Heliosperma intonsum (Greuter & Melzh.) Niketić & Stevanović: Sie kommt nur im nordwestlichen Griechenland vor.[11]
- Großblütiger Strahlensame (Heliosperma macranthum Pančić, Syn.: Silene macrantha (Pančić) H.Neumayer): Er kommt in Albanien und im Gebiet des früheren Jugoslawien vor.[11]
- Heliosperma nikolicii (Seliger & T.Wraber) Niketić & Stevanović: Sie kommt auf der nordwestlichen Balkanhalbinsel vor.[11]
- Heliosperma oliverae Niketić & Stevanović: Sie kommt auf der westlichen Balkanhalbinsel vor.[11]
- Rosaroter Strahlensame (Heliosperma pudibundum (Hoffmanns.) Griseb., Syn.: Silene pudibunda Hoffmanns.): Er kommt in Mitteleuropa in Tirol, Kärnten und Salzburg vor.[12]
- Kleiner Strahlensame (Heliosperma pusillum (Waldst. & Kit.) Rchb.): Es gibt mehrere Unterarten:
  - Heliosperma pusillum subsp. albanicum (K.Malý) Niketić & Stevan.: Sie kommt in Albanien und Griechenland vor.[11]
  - Heliosperma pusillum subsp. moehringiifolium (Pančić) Niketić & Stevan.: Sie kommt in Serbien und Bulgarien vor.[11]
  - Heliosperma pusillum subsp. monachorum (Vis. & Pančić) Niketić & Stevan.: Dieser Endemit gedeiht nur in den Südostdinariden zwischen Prenj und dem Prokletije-Gebirge.
  - Heliosperma pusillum (Waldst. & Kit.) Rchb. subsp. pusillum: Es gedeiht in den europäischen Gebirgen vom nördlichen Spanien bis zu den Karpaten.[11]
- Retzdorff-Strahlensame (Heliosperma retzdorffianum K.Malý, Syn.: Silene retzdorffiana (K. Malý) H.Neumayer): Er kommt in Kroatien, Albanien und in Griechenland vor.[11]
- Tommasini-Leimkraut (Heliosperma tommasinii (Vis.) Rchb., Syn.: Silene tommasinii Vis.): Es kommt in Albanien und in Kroatien vor.[11]
- Veselskyis Strahlensame oder Wolliger Strahlensame[12] (Heliosperma veselskyi Janka, Syn.: Silene veselskyi (Janka) H.Neumayer): Er kommt in Italien, Österreich, Kroatien und in Slowenien vor.[11]